# Sherilyn Fenn
Sherylin Fenn (* 1. února 1965 Detroit, Michigan) je americká herečka.

## Osobní život
Teta Fennové je rocková zpěvačka a baskytaristka Suzi Quatro. Životním partnerem byl v letech 1985–1988 herec Johnny Depp. Od roku 2006 udržuje vztah s IT specialistou Dylanem Stewartem. Má dva syny Mylese Maximiliana (nar. 1993) a Christiana (nar. 2007).

## Herecká kariéra
Herectví se věnuje od roku 1984; začínala zprvu focením pro časopis Playboy. Spolupracovala s režisérem Davidem Lynchem, který ji obsadil do seriálu Městečko Twin Peaks (1990–1991).
Mediální reakci vzbudil kontroverzní film z roku 1993 Helena v krabici, který režírovala Lynchova dcera režisérka Jennifer Lynchová. Ztvárnila v něm mladou pyšnou krasavici, kterou zcela zohaví v lásce odmítnutý muž – chirurg, jenž jí postupně amputuje všechny končetiny (původně tuto roli měla hrát Kim Basinger).
Objevila se také ve filmu pojednávajícím o životě herečky Elizabeth Taylorové s názvem Deník Elizabeth Taylorové (1995).